# China Mengniu Dairy
China Mengniu Dairy Company Limited (Mengniu в переводе означает «Монгольская корова») — китайская публичная пищевая компания, второй по величине производитель молочной продукции после Yili Group. Основана в 1999 году, штаб-квартиры расположены в Хух-Хото и Гонконге, официально компания зарегистрирована на Каймановых островах.
China Mengniu Dairy владеет крупными пакетами акций в молочных компаниях Yashili International Holdings (51 %), China Modern Dairy Holdings (49,5 %) и China Shengmu Organic Milk (30 %), а также активами в Индонезии, Австралии, Новой Зеландии и на Маврикии.

## История
Компания Inner Mongolia Mengniu Dairy Group основана в августе 1999 года в Хух-Хото предпринимателем Ню Гэньшэнем, ранее работавший в молочной компании Yili Group (штаб-квартира разместилась в уезде Хорингэр). В 2002 году 32 % акций компании приобрели инвесторы Morgan Stanley, CDH Investments и China Capital Partners. В июне 2004 года Mengniu Dairy вышла на Гонконгскую фондовую биржу. В 2008 году в Китае разразился молочный скандал, обваливший акции многих производителей молочных продуктов (в сухом молоке Mengniu Dairy также был обнаружен меламин). В июле 2009 года 20 % акций Mengniu Dairy приобрёл консорциум во главе с государственной COFCO Group.
В 2014 году французская группа Danone приобрела 25 % акций в дочерней компании Yashili International за 550 млн долларов. По состоянию на конец 2015 года Mengniu Dairy управляла 33 заводами общей производственной мощностью 8,68 млн тонн. В 2016 году Mengniu Dairy вошла в десятку крупнейших мировых производителей молочной продукции. 
В 2021 году французская группа Danone продала 9,8 % акций Mengniu Dairy стоимостью 2 млрд долларов. В мае 2022 года Danone прекратила партнёрство с Mengniu Dairy: французы продали 25 % акций производителя сухого молока Yashili и 20 % акций в совместном с Mengniu предприятии Inner Mongolia Diary, взамен приобретя у Yashili 100 % акций производителя детского питания Dumex Baby Food. В ноябре 2022 года Mengniu Dairy выступила официальным спонсором Чемпионата мира по футболу в Катаре.
По итогам 2022 года чистая прибыль Mengniu Dairy достигла 5,4 млрд юаней (783,9 млн долл. США), увеличившись на 11,6 % в годовом исчислении; доходы компании составили 92,59 млрд юаней, что на 5,1 % больше, чем годом ранее; доходы от реализации мороженого выросли на 33,3 %. По итогам 2023 года чистая прибыль Mengniu Dairy выросла на 13,8 % в годовом исчислении и достигла 6,17 млрд юаней (870 млн долл. США); выручка компании выросла на 6,5 % и составила 98,62 млрд юаней; в частности, выручка от реализации жидкого молока составила 82,07 млрд юаней.

## Деятельность

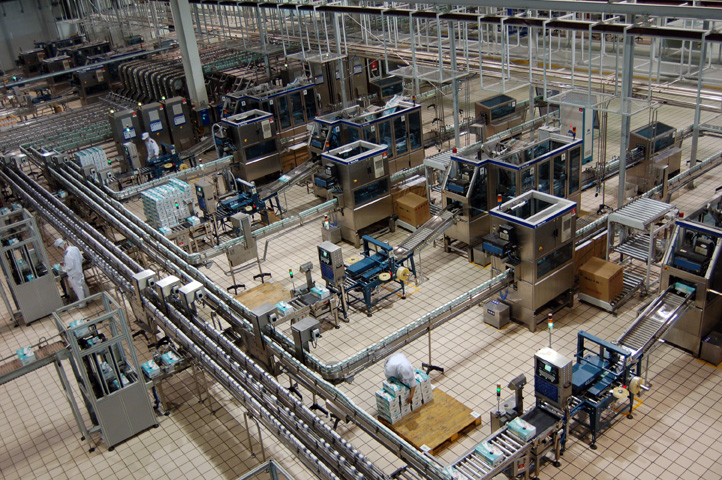
Производственный цех Mengniu Dairy

Компания имеет 35 заводов в более чем 20 провинциях Китая с годовой производственной мощностью более 8,1 млн тонн. По итогам 2021 года основные продажи пришлись на пастеризованное молоко, молочные напитки и йогурты (86,8 %), сухое молоко и детские смеси (5,6 %), мороженое (4,8 %), сыр и другие продукты (2,8 %). 96,5 % всех продаж Mengniu Dairy пришлось на Китай. 
В состав China Mengniu Dairy входит несколько дочерних и аффилированных структур: Inner Mongolia Aiyangniu Technology, Inner Mongolia Mengniu Shengmu Hi-tech Dairy, Wuhan Mengniu Dairy, Yashili International Infant Nutrition, Zhibo Mofang, Tianjin New Value Supply Chain, Mengniu Dairy Shenyang, Mengniu Dairy Jiaozuo, Mengniu Dairy Hengshui, Mengniu Dairy Ulanhot, China Mengniu Investment, China Mengniu International, China Dairy Holdings, Start Great Holdings и Golden Stage Holdings.
В 2006 году Mengniu Dairy создала совместное предприятие со скандинавской группой Arla Foods (производство сухого молока и детского питания).
Зарубежные активы включают компании PT Mengniu Dairy Indonesia, Bellamy's Australia и China Dairy (Mauritius).

## Акционеры
Крупнейшими акционерами China Mengniu Dairy являются SASAC (23,1 %), Fidelity International (9,42 %), Schroder Investment Management (4,43 %), First Sentier Investors (2,86 %), The Vanguard Group (2,47 %), BlackRock (1,74 %), Norges Bank Investment Management (1,1 %) и UBS Asset Management (1,09 %). Формально 23 % акций находятся у Комитета госимущества, но фактически ими управляет COFCO Group.